# Boyz II Men
Boyz II Men ist eine US-amerikanische R&B-Gesangsgruppe.

## Geschichte
Die Gruppe wurde 1988 in Philadelphia als schwarzes Boygroup-Quintett unter dem Namen Unique Attraction gegründet. 1989 wurde die Gruppe zu einem Quartett und in Boyz II Men umbenannt.

## Erfolge
End of the Road war 1992 13 Wochen auf Platz 1 und übertraf damit den damaligen Rekordhalter Don’t Be Cruel/Hound Dog von Elvis Presley um zwei Wochen. I’ll Make Love to You führte 1994 für 14 Wochen die Charts an und holte damit den zwischenzeitlichen Rekord von I Will Always Love You von Whitney Houston ein. One Sweet Day, ein Duett mit Mariah Carey, war 1995 für 16 Wochen die Nummer 1; diese Rekordmarke galt, bis sie 2019 von Lil Nas X übertroffen wurde (19 Wochen). Mit über 60 Millionen verkauften Tonträgern sind sie neben den Backstreet Boys, den New Kids on the Block und den Jackson 5 eine der erfolgreichsten Boybands. Die Gruppe hatte Gastauftritte in den Serien Der Prinz von Bel-Air, Psych und How I Met Your Mother.
Am 19. Dezember 2024 gewannen Boyz II Men als Buffalos die zwölfte Staffel der US-amerikanischen Version von The Masked Singer.

## Diskografie

### Studioalben
| Jahr | Titel                                   | Höchstplatzierung, Gesamtwochen, AuszeichnungChartplatzierungen (Jahr, Titel, Platzierungen, Wochen, Auszeichnungen, Anmerkungen) | Höchstplatzierung, Gesamtwochen, AuszeichnungChartplatzierungen (Jahr, Titel, Platzierungen, Wochen, Auszeichnungen, Anmerkungen) | Höchstplatzierung, Gesamtwochen, AuszeichnungChartplatzierungen (Jahr, Titel, Platzierungen, Wochen, Auszeichnungen, Anmerkungen) | Höchstplatzierung, Gesamtwochen, AuszeichnungChartplatzierungen (Jahr, Titel, Platzierungen, Wochen, Auszeichnungen, Anmerkungen) | Höchstplatzierung, Gesamtwochen, AuszeichnungChartplatzierungen (Jahr, Titel, Platzierungen, Wochen, Auszeichnungen, Anmerkungen) | Höchstplatzierung, Gesamtwochen, AuszeichnungChartplatzierungen (Jahr, Titel, Platzierungen, Wochen, Auszeichnungen, Anmerkungen) | Anmerkungen                                                    |
| Jahr | Titel                                   | DE | AT | CH | UK | US | R&B | Anmerkungen                                                    |
| ---- | --------------------------------------- | --- | --- | --- | --- | --- | --- | -------------------------------------------------------------- |
| 1991 | Cooleyhighharmony                       | DE38 (12 Wo.)DE | AT39 (1 Wo.)AT | — | UK7 Gold · (18 Wo.)UK | US3 ×9Neunfachplatin · (139 Wo.)US                                                                                                | R&B1 (122 Wo.)R&B | Erstveröffentlichung: 14. Februar 1991 Verkäufe: + 10.170.000  |
| 1994 | II                                      | DE18 (11 Wo.)DE | — | CH21 (7 Wo.)CH | UK17 Gold · (12 Wo.)UK | US1 ×2Diamant + Doppelplatin · (99 Wo.)US                                                                                         | R&B1 (89 Wo.)R&B | Erstveröffentlichung: 30. August 1994 Verkäufe: + 14.005.000   |
| 1997 | Evolution                               | DE8 (14 Wo.)DE | — | CH20 (8 Wo.)CH | UK12 Silber · (5 Wo.)UK | US1 ×2Doppelplatin · (50 Wo.)US                                                                                                   | R&B1 (54 Wo.)R&B | Erstveröffentlichung: 23. September 1997 Verkäufe: + 2.777.500 |
| 2000 | Nathan Michael Shawn Wanya              | DE24 (5 Wo.)DE | — | CH49 (5 Wo.)CH | UK54 (2 Wo.)UK | US4 Gold · (23 Wo.)US | R&B3 (25 Wo.)R&B | Erstveröffentlichung: 12. September 2000 Verkäufe: + 850.000   |
| 2002 | Full Circle                             | DE29 (5 Wo.)DE | — | CH69 (2 Wo.)CH | UK56 (3 Wo.)UK | US10 (11 Wo.)US | R&B5 (16 Wo.)R&B | Erstveröffentlichung: 11. Juni 2002 Verkäufe: + 750.000        |
| 2004 | Throwback, Vol. 1                       | — | — | — | — | US52 (4 Wo.)US | R&B8 (14 Wo.)R&B | Erstveröffentlichung: 24. August 2004                          |
| 2007 | Motown: A Journey Through Hitsville USA | — | — | — | UK8 Gold · (16 Wo.)UK | US27 (17 Wo.)US | R&B6 (34 Wo.)R&B | Erstveröffentlichung: 13. November 2007                        |
| 2009 | Love                                    | — | — | — | UK54 (2 Wo.)UK | US114 (2 Wo.)US | R&B14 (18 Wo.)R&B | Erstveröffentlichung: 24. November 2009                        |
| 2011 | Twenty                                  | — | — | — | UK63 (1 Wo.)UK | US20 (4 Wo.)US | R&B4 (20 Wo.)R&B | Erstveröffentlichung: 12. Oktober 2011                         |
| 2014 | Collide                                 | — | — | — | — | US37 (3 Wo.)US | R&B6 (6 Wo.)R&B | Erstveröffentlichung: 21. Oktober 2014                         |
| 2017 | Under the Streetlight                   | — | — | — | — | — | — | Erstveröffentlichung: 20. Oktober 2017                         |

### Kompilationen
| Jahr | Titel                                                                     | Höchstplatzierung, Gesamtwochen, AuszeichnungChartplatzierungen (Jahr, Titel, Platzierungen, Wochen, Auszeichnungen, Anmerkungen) | Höchstplatzierung, Gesamtwochen, AuszeichnungChartplatzierungen (Jahr, Titel, Platzierungen, Wochen, Auszeichnungen, Anmerkungen) | Höchstplatzierung, Gesamtwochen, AuszeichnungChartplatzierungen (Jahr, Titel, Platzierungen, Wochen, Auszeichnungen, Anmerkungen) | Höchstplatzierung, Gesamtwochen, AuszeichnungChartplatzierungen (Jahr, Titel, Platzierungen, Wochen, Auszeichnungen, Anmerkungen) | Anmerkungen                                                  |
| Jahr | Titel                                                                     | DE | UK | US | R&B | Anmerkungen                                                  |
| ---- | ------------------------------------------------------------------------- | --- | --- | --- | --- | ------------------------------------------------------------ |
| 1993 | Christmas Interpretations                                                 | — | — | US19 ×2Doppelplatin · (15 Wo.)US                                                                                                  | R&B6 (16 Wo.)R&B | Erstveröffentlichung: 5. Oktober 1993 Verkäufe: + 2.000.000  |
| 1995 | The Remix Collection                                                      | — | — | US17 Platin · (19 Wo.)US | R&B15 (18 Wo.)R&B | Erstveröffentlichung: 7. November 1995 Verkäufe: + 1.250.000 |
| 2001 | Legacy: The Greatest Hits Collection                                      | DE36 (5 Wo.)DE | UK2 ×2Doppelplatin (UMTV) + Silber (Motown) · (31 Wo.)UK                                                                          | US89 Gold · (15 Wo.)US | R&B37 (10 Wo.)R&B | Erstveröffentlichung: 30. Oktober 2001 Verkäufe: + 1.317.500 |
| 2003 | 20th Century Masters – The Millennium Collection: The Best of Boyz II Men | — | — | US70 (50 Wo.)US | R&B84 (5 Wo.)R&B | Erstveröffentlichung: 7. Oktober 2003                        |

Weitere Kompilationen
- 2000: The Ballad Collection
- 2005: Winter/Reflections
- 2006: The Remedy
- 2010: Covered: Winter

### Singles
| Jahr | Titel Album                                                                        | Höchstplatzierung, Gesamtwochen, AuszeichnungChartplatzierungen (Jahr, Titel, Album, Platzierungen, Wochen, Auszeichnungen, Anmerkungen) | Höchstplatzierung, Gesamtwochen, AuszeichnungChartplatzierungen (Jahr, Titel, Album, Platzierungen, Wochen, Auszeichnungen, Anmerkungen) | Höchstplatzierung, Gesamtwochen, AuszeichnungChartplatzierungen (Jahr, Titel, Album, Platzierungen, Wochen, Auszeichnungen, Anmerkungen) | Höchstplatzierung, Gesamtwochen, AuszeichnungChartplatzierungen (Jahr, Titel, Album, Platzierungen, Wochen, Auszeichnungen, Anmerkungen) | Höchstplatzierung, Gesamtwochen, AuszeichnungChartplatzierungen (Jahr, Titel, Album, Platzierungen, Wochen, Auszeichnungen, Anmerkungen) | Höchstplatzierung, Gesamtwochen, AuszeichnungChartplatzierungen (Jahr, Titel, Album, Platzierungen, Wochen, Auszeichnungen, Anmerkungen) | Anmerkungen                                                        |
| Jahr | Titel Album                                                                        | DE | AT | CH | UK | US | R&B | Anmerkungen                                                        |
| --- | ---------------------------------------------------------------------------------- | --- | --- | --- | --- | --- | --- | ------------------------------------------------------------------ |
| 1991 | Motownphilly Cooleyhighharmony                                                     | — | — | — | UK23 (6 Wo.)UK | US3 Platin · (24 Wo.)US | R&B4 (23 Wo.)R&B | Erstveröffentlichung: 24. Januar 1991                              |
| 1991 | It’s So Hard to Say Goodbye to Yesterday Cooleyhighharmony                         | — | — | — | — | US2 Platin · (22 Wo.)US | R&B1 (23 Wo.)R&B | Erstveröffentlichung: 20. August 1991                              |
| 1991 | Uhh Ahh Cooleyhighharmony                                                          | — | — | — | — | US16 (20 Wo.)US | R&B1 (22 Wo.)R&B | Erstveröffentlichung: 26. November 1991                            |
| 1992 | Please Don’t Go Cooleyhighharmony                                                  | — | — | — | — | US49 (20 Wo.)US | R&B8 (17 Wo.)R&B | Erstveröffentlichung: 17. März 1992                                |
| 1992 | End of the Road Cooleyhighharmony (Reissue)                                        | DE6 (23 Wo.)DE | AT19 (8 Wo.)AT | CH7 (21 Wo.)CH | UK1 Platin · (26 Wo.)UK | US1 ×4Vierfachplatin · (32 Wo.)US | R&B1 (27 Wo.)R&B | Erstveröffentlichung: 30. Juni 1992                                |
| 1992 | In the Still of the Nite (I’ll Remember) Cooleyhighharmony (Reissue)               | DE69 (6 Wo.)DE | — | — | UK27 (4 Wo.)UK | US3 Platin · (20 Wo.)US | R&B4 (20 Wo.)R&B | Erstveröffentlichung: 13. Oktober 1992                             |
| 1993 | Let It Snow Christmas Interpretations                                              | — | — | — | — | US32 Gold · (7 Wo.)US | R&B17 (9 Wo.)R&B | Erstveröffentlichung: November 1993 feat. Brian McKnight           |
| 1994 | I’ll Make Love to You II                                                           | DE20 (18 Wo.)DE | — | CH9 (18 Wo.)CH | UK5 Platin · (18 Wo.)UK | US1 ×4Vierfachplatin · (33 Wo.)US | R&B1 (27 Wo.)R&B | Erstveröffentlichung: 26. Juli 1994                                |
| 1994 | On Bended Knee II                                                                  | DE63 (9 Wo.)DE | — | — | UK20 (5 Wo.)UK | US1 ×3Dreifachplatin · (27 Wo.)US | R&B2 (24 Wo.)R&B | Erstveröffentlichung: 1. November 1994                             |
| 1995 | Thank You II                                                                       | — | — | — | UK26 (3 Wo.)UK | US21 (20 Wo.)US | R&B17 (19 Wo.)R&B | Erstveröffentlichung: 7. Februar 1995                              |
| 1995 | Water Runs Dry II                                                                  | — | — | — | UK24 (3 Wo.)UK | US2 Platin · (28 Wo.)US | R&B4 (26 Wo.)R&B | Erstveröffentlichung: 11. April 1995                               |
| 1995 | Vibin’ II                                                                          | — | — | — | — | US56 (14 Wo.)US | R&B27 (17 Wo.)R&B | Erstveröffentlichung: August 1995                                  |
| 1995 | Hey Lover Mr. Smith                                                                | DE34 (13 Wo.)DE | — | — | UK17 (4 Wo.)UK | US3 (21 Wo.)US | — | Erstveröffentlichung: 31. Oktober 1995 LL Cool J feat. Boyz II Men |
| 1995 | I Remember The Remix Collection                                                    | — | — | — | — | US46 (11 Wo.)US | R&B30 (19 Wo.)R&B | Erstveröffentlichung: November 1995                                |
| 1995 | One Sweet Day Daydream / Legacy: The Greatest Hits Collection                      | DE25 (16 Wo.)DE | AT25 (9 Wo.)AT | CH12 (15 Wo.)CH | UK6 Gold · (12 Wo.)UK | US1 ×4Vierfachplatin · (27 Wo.)US | R&B2 (23 Wo.)R&B | Erstveröffentlichung: 14. November 1995 mit Mariah Carey           |
| 1997 | 4 Seasons of Loneliness Evolution                                                  | DE59 (9 Wo.)DE | — | CH32 (5 Wo.)CH | UK10 (6 Wo.)UK | US1 Platin · (20 Wo.)US | R&B2 (25 Wo.)R&B | Erstveröffentlichung: 19. August 1997                              |
| 1997 | A Song for Mama Evolution                                                          | — | — | — | UK34 (3 Wo.)UK | US7 ×2Doppelplatin · (20 Wo.)US | R&B1 (28 Wo.)R&B | Erstveröffentlichung: 11. November 1997                            |
| 1998 | Can’t Let Her Go Evolution                                                         | — | — | — | UK23 (3 Wo.)UK | — | — | Erstveröffentlichung: 20. März 1998                                |
| 1998 | I Will Get There Der Prinz von Ägypten (O.S.T.)                                    | — | — | — | — | US32 Gold · (9 Wo.)US | R&B23 (15 Wo.)R&B | Erstveröffentlichung: 29. Dezember 1998                            |
| 2000 | Pass You By Nathan Michael Shawn Wanya                                             | — | — | — | — | — | R&B27 (20 Wo.)R&B | Erstveröffentlichung: 28. August 2000                              |
| 2000 | Thank You in Advance Nathan Michael Shawn Wanya                                    | — | — | — | — | US80 (4 Wo.)US | R&B40 (20 Wo.)R&B | Erstveröffentlichung: 12. Dezember 2000                            |
| 2002 | The Color of Love Full Circle                                                      | — | — | — | — | — | R&B51 (18 Wo.)R&B | Erstveröffentlichung: 11. Juni 2002                                |
| 2002 | Relax Your Mind Full Circle                                                        | — | — | — | — | — | R&B52 (20 Wo.)R&B | Erstveröffentlichung: 10. September 2002 feat. Faith Evans         |
| 2004 | What You Won’t Do for Love Throwback, Vol. 1                                       | — | — | — | — | — | R&B60 (20 Wo.)R&B | Erstveröffentlichung: 24. August 2004                              |
| 2008 | Just My Imagination (Running Away with Me) Motown: A Journey Through Hitsville USA | — | — | — | — | — | R&B83 (4 Wo.)R&B | Erstveröffentlichung: 2008                                         |
| 2009 | I Can’t Make You Love Me Love                                                      | — | — | — | — | — | R&B75 (11 Wo.)R&B | Erstveröffentlichung: 27. Oktober 2009                             |
| 2011 | More Than You’ll Ever Know Twenty                                                  | — | — | — | — | — | R&B59 (20 Wo.)R&B | Erstveröffentlichung: 11. Juni 2002 feat. Charlie Wilson           |
| Folgende Lieder erschienen nicht als Single, wurden aber durch das Album zum Download und Streaming bereitgestellt und konnten somit eine Platzierung erlangen: |                                                                                    | | | | | | |                                                                    |
| |                                                                                    | | | | | | |                                                                    |
| 1992 | Sympin’ Cooleyhighharmony                                                          | — | — | — | — | — | R&B72 (6 Wo.)R&B | Erstveröffentlichung: 14. Februar 1992                             |

Weitere Singles
- 1998: Doin’ Just Fine (US: Platin)
- 2007: The Tracks of My Tears
- 2009: Iris
- 2011: One Up for Love
- 2011: Flow
- 2012: One More Dance
- 2014: Better Half
- 2014: Diamond Eyes
- 2014: Losing Sleep
- 2017: Ladies Man

### Videoalben
- 1995: From Then II Now (US: Platin)
- 2004: 20th Century Masters – DVD Collection (US: Gold)

## Auszeichnungen für Musikverkäufe
| Silberne Schallplatte - Frankreich - 1995: für die Single One Sweet Day Goldene Schallplatte - Australien - 1993: für die Single In the Still of the Nite (I’ll Remember) - 1995: für die Single On Bended Knee - 1997: für das Album Evolution - 1998: für die Single 4 Seasons of Loneliness - Japan - 1993: für das Album Cooleyhighharmony - 1994: für das Album II - 1995: für das Album The Remix Collection - 2001: für das Album Legacy: The Greatest Hits Collection - Kanada - 1993: für das Album Christmas Interpretations - 1995: für das Album The Remix Collection - 2000: für das Album Nathan Michael Shawn Wanya - Neuseeland - 1993: für die Single It’s So Hard to Say Goodbye to Yesterday - 1995: für die Single On Bended Knee - 1997: für das Album Evolution - 1998: für die Single 4 Seasons of Loneliness - 2022: für das Album Legacy: The Greatest Hits Collection - Niederlande - 1992: für die Single End of the Road - 1995: für das Album II - Norwegen - 1996: für die Single One Sweet Day - Spanien - 1994: für das Album II | Platin-Schallplatte - Australien - 1992: für die Single End of the Road - 1994: für die Single I’ll Make Love to You - Europa - 1995: für das Album II - Frankreich - 1995: für das Album II - Hongkong - 1997: für das Album Evolution - Japan - 2000: für das Album Nathan Michael Shawn Wanya - 2000: für das Album The Ballad Collection - 2002: für das Album Full Circle - Kanada - 1992: für das Album Cooleyhighharmony - Neuseeland - 1993: für die Single In the Still of the Nite (I’ll Remember) - 1995: für die Single I’ll Make Love to You - 1996: für die Single One Sweet Day | 2× Platin-Schallplatte - Australien - 1993: für das Album Cooleyhighharmony - 1995: für das Album II - Japan - 1998: für das Album Evolution - Kanada - 1998: für das Album Evolution - Neuseeland - 1995: für das Album II - 2023: für die Single End of the Road 3× Platin-Schallplatte - Australien - 2020: für die Single One Sweet Day - Neuseeland - 1993: für das Album Cooleyhighharmony 5× Platin-Schallplatte - Kanada - 1995: für das Album II |

Anmerkung: Auszeichnungen in Ländern aus den Charttabellen bzw. Chartboxen sind in ebendiesen zu finden.
| Land/RegionAuszeichnungen für Musikverkäufe (Land/Region, Auszeichnungen, Verkäufe, Quellen) | Silber     | Gold       | Platin       | Diamant  | Verkäufe    | Quellen                           |
| -------------------------------------------------------------------------------------------- | ---------- | ---------- | ------------ | -------- | ----------- | --------------------------------- |
| Australien (ARIA)                                                                            | —          | 4× Gold4   | 9× Platin9   | —        | 770.000     | aria.com.au                       |
| Europa (IFPI)                                                                                | —          | —          | Platin1      | —        | (1.000.000) | ifpi.org                          |
| Frankreich (SNEP)                                                                            | Silber1    | —          | Platin1      | —        | 425.000     | snepmusique.com                   |
| Hongkong (IFPI/HKRIA)                                                                        | —          | —          | Platin1      | —        | 20.000      | ifpihk.org                        |
| Japan (RIAJ)                                                                                 | —          | 4× Gold4   | 5× Platin5   | —        | 1.650.000   | riaj.or.jp                        |
| Kanada (MC)                                                                                  | —          | 3× Gold3   | 8× Platin8   | —        | 950.000     | musiccanada.com                   |
| Neuseeland (RMNZ)                                                                            | —          | 5× Gold5   | 10× Platin10 | —        | 195.000     | aotearoamusiccharts.co.nz NZ2 NZ3 |
| Niederlande (NVPI)                                                                           | —          | 2× Gold2   | —            | —        | 100.000     | nvpi.nl                           |
| Norwegen (IFPI)                                                                              | —          | Gold1      | —            | —        | 10.000      | ifpi.no                           |
| Spanien (Promusicae)                                                                         | —          | Gold1      | —            | —        | 50.000      | elportaldemusica.es               |
| Vereinigte Staaten (RIAA)                                                                    | —          | 5× Gold5   | 40× Platin40 | Diamant1 | 51.150.000  | riaa.com                          |
| Vereinigtes Königreich (BPI)                                                                 | 2× Silber2 | 4× Gold4   | 4× Platin4   | —        | 2.620.000   | bpi.co.uk                         |
| Insgesamt                                                                                    | 3× Silber3 | 29× Gold29 | 79× Platin79 | Diamant1 |             |                                   |